# Dan DeCarlo
Daniel S. DeCarlo, né le 12 décembre 1919 à Nouvelle-Rochelle (État de New York) et décédé le 19 décembre 2001 à New Rochelle est un auteur de bande dessinée américain, connu pour son travail chez l'éditeur Archie Comics à la fin des années 1950 avec des séries telles que Josie and the Pussycats, Sabrina, l'apprentie sorcière, Betty et Veronica et Cheryl Blossom.
Pendant la Seconde Guerre mondiale, il est cantonné en Grande-Bretagne où il décore les avions et dessine un comic strip militaire hebdomadaire. Après la Bataille des Ardennes, il rencontre en Belgique sa future épouse, Josie Dumont, qui est française — et qui donnera son prénom au personnage de Josie dans Josie and the Pussycats.

## Prix et récompenses
- 1972 : Prix Shazam du meilleur dessinateur humoristique
- 1991 : Prix Inkpot
- 2002 : Prix du meilleur comic book de la National Cartoonists Society pour Betty & Veronica
- 2002 : Temple de la renommée Will Eisner (à titre posthume)
- 2002 : Prix Eisner de la meilleure publication humoristique pour Radioactive Man (avec Bob Smith et Batton Lash) (à titre posthume)